# 科斯蒂·拉扎爾
科斯蒂·拉扎爾（羅馬尼亞語：Costin Lazăr)；1981年4月24日—）是一位羅馬尼亞足球運動員，在場上的位置是防守型中場。他現在效力於希臘足球超級聯賽球隊帕納托利克斯足球俱樂部。他也代表羅馬尼亞國家足球隊參賽。